# دیزج ناولو

## وجه تسمیه
دیزج معرب دیز یا دیزه‌است که در منابع معتبر دو معنی متفاوت برای آن ذکر شده‌است. نخست بمعنی رنگ یا رنگ خاکستری و اسب خاکستری رنگ و در معنای دیگر بمعنی دیزک یا همان دژک بمعنی دژ و قلعه.
برای ناولو که نام تپه‌ای است که این محله در کنار آن به وجود آمده، معنی خاصی ذکر نشده‌است ولی در مورد دو واژهٔ تشکیل دهندهٔ آن این‌گونه آمده‌است:
ناو=هرچیز دراز میان تهی (ناویدن نیز بمعنی خم شدن و خرامیدن آمده‌است)
لو=پشته و تپه (لب نیز گفته شده‌است)

## تاریخچه
این محله قبلاً قریه‌ای در جنوب محل کنونی آن و قسمت شرقی شهرستان بناب بود که به علت طغیان رود خانهٔ صوفی مراغه در سال ۱۳۴۶ اهالی این قریه به خاطر ترس از سیلاب‌های دیگر به‌تدریج از یک سال بعد در مکان کنونی آن اسکان یافتند.
در ابتدا جمعیت این قریه در حدود ۴۰۰ نفر یعنی ۸۰ خانوار بود که پس از مهاجرت ۵۰ نفر از جمعیت آن در محلهٔ عسگر آباد بناب سکنی گزیدند و مابقی دیزج ناولو را بنا نهادند.
در قسمت غربی آن تپه‌ای به نام ناولو قرار داشت که جاده بناب مراغه از میان آن عبور می‌کرد. و در بالای تپه مقبره‌ای وجود داشت.
در جنوب تپه زیارتگاهی به نام اولیاء وجود داشت که هر پنجشنبه عصر گاه زنان در آنجا آش نذری پخش می‌کردند که متأسفانه بعداً در اثر بی‌توجهی ازبین رفت و اکنون مدرسهٔ ابتدایی شهید مدنی در این مکان احداث شده‌است.
در سال ۱۳۴۹، هنگام احداث فرودگاه سهند از خاک تپه ناولو استفاده کردند و کلاً تپه از بین رفت . و در حال حاضر مکان این تپه به محل مسکونی تبدیل شده‌است.

## کشاورزی
اراضی کشاورزی دیزج به ۳ قسمت تقسیم می‌شد که قسمت اول سهم اربابی بود که اکنون کوی شهرداری در این مکان واقع گردیده است.
بخش دوم به دههٔ یک معروف بود که از شرق به اراضی دیزج پروانه، روشت بزرگ و فرودگاه سهند بناب و از شمال به جادهٔ بناب مراغه و از غرب به روستای دیزج ناولو و از جنوب به قسمت سوم اراضی (معروف به دههٔ دوم )محدود می‌گشت.
بخش سوم اراضی مربوط به دههٔ دو که شرقا به اراضی دیزج پروانه و روشت وچلاقایی و جنوبا به اراضی قشلاق چلاقایی و غربا به اراضی معروف به حصارها و باغات دیزج قدیمی محدود می‌گشت .
بخش دوم و اول اراضی کشاورزان را جوی آبی به نام شووه از هم جدا می‌کند .
از محصولات کشاورزی این منطقه می‌توان به موارد زیر اشاره کرد :

1. گندم

2. انگور

3. پیاز

4. خیار

5. انواع مرکبات

6. خربزه و هندوانه و...

## اولین مدرسه
اولین مدرسه در این روستا مدرسه‌ای ۲ کلاسه با نام مولوی بود که باتلاش تعدادی از دانش آموزان و خانم معلم دلسوزی از اهالی شهرستان مراغه احداث شد . چنان که دانش آموزان در هر خانه را می‌زدند و مبلغی از ده ریال تا ۵۰ ریال از ایشان استمداد می‌کردند . سر انجام این مدرسه در سال ۱۳۴۹ تأسیس شد .

## اولین مسجد
اولین مسجد دیزج ناولو مسجد جامع است که در وسط این محله واقع شده و در سال ۱۳۵۲ باتلاش اهالی محل و شخص خیری  تأسیس گردیده‌است .

## توسعه شهری
پس از پیروزی انقلاب اسلامی در سال 57 این منطقه نیز همانند اکثر مناطق محروم کشور شروع به رشد و توسعه کرده و امکاناتی از قبیل : آب آشامیدنی و فاضلاب شهری و مخابرات و لوله کشی گاز و برق و ... در این منطقه ایجاد گردیدند .

## محلهٔ دیزج بناب
بعلت مهاجرت مهاجرانی از شهرها و روستاهای اطراف و مهاجرپذیری این منطقه، این قریه بسرعت گسترش یافت و به نام شهرک سهند معروف شد و در سال ۱۳۶۶ به شهر بناب پیوست و دوباره بانام محلهٔ دیزج ناولو ( دیزج بناب ) خوانده شد .
محلهٔ فعلی دیزج خود نیز متشکل از محله‌های :
۱.	دیزج قدیم
۲.	پشت تک باغ
۳.	کوی کلستان
۴.	محلهٔ چوب فروشان
۵.	جای تپه ( کوی حمام )
۶.	کبیر آباد ( کوی بهداشت )
۷.	جای خرمن ( اطراف مدرسهٔ شهید مدنی )
۸.	محلهٔ مسجد صاحب الزمان
۹.	محلهٔ مسجد عاشورا
۱۰.	خیابان کوره
۱۱.	حومه مسجد جامع دیزج
۱۲.	حومه مسجد باب‌الحوایج
۱۳.	کوی شهرداری
۱۴.	گوی گلزار شهداء
۱۵.	و ...